# God of War
God of War (littéralement « Dieu de la guerre ») est une série de jeux vidéo d'action-aventure de type beat them all débutée en 2005, développée par SIE Santa Monica Studio et produite par Sony Computer Entertainment. La série a été lancée par David Jaffe et s'inspire de la mythologie grecque pour les premiers épisodes, et de la mythologie nordique par la suite. Dès son deuxième titre, God of War est devenu une des séries phares de Sony, par la qualité de ses graphismes et de son gameplay.

## Système de jeu général
Le joueur incarne un redoutable guerrier, Kratos, qui se retrouve confronté à un grand nombre d'ennemis. L'évolution du joueur est suivie en travelling dans une vue à la troisième personne, avec certains passages présentés en plan fixe. Ce système a changé complètement avec la venue de God of War sur PlayStation 4 avec une caméra beaucoup plus proche de Kratos que l'on peut déplacer. Ce système donne un effet très similaire au jeu vidéo The Last of Us.
Le joueur dispose d'une large palette de coups, avec de nombreux enchaînements possibles. Les combats sont régulièrement entrecoupés d'attaques contextuelles à la mise en scène préétablie (Quick Time Event) : il s'agit d'y réaliser un enchaînement de touches à la manette avec le bon timing au cours d'une scène cinématique se terminant le plus souvent par la mort d'un ennemi.
Le jeu contient également de nombreuses phases de plates-formes durant lesquelles le personnage doit sauter entre les éléments du décor, grimper, se balancer au bout d'une corde, etc. Ces phases de plates-formes sont parfois, elles aussi, contextuelles, avec le même système de Quick Time Event. La progression est aussi parsemée d'énigmes diverses.

## Liste des jeux
| Mythologie | Génération            | Titre (*)           | Développement         | Plateformes                                           | Date initiale de commercialisation |
| ---------- | --------------------- | ------------------- | --------------------- | ----------------------------------------------------- | ---------------------------------- |
| Grecque    | Première (2005)       | God of War          | Santa Monica Studio   | PlayStation 2, PlayStation 3, PlayStation Vita        | 22 mars 2005                       |
| Grecque    | Deuxième (2007-2008)  | God of War II       | Santa Monica Studio   | PlayStation 2, PlayStation 3, PlayStation Vita        | 13 mars 2007                       |
| Grecque    | Deuxième (2007-2008)  | Betrayal            | Javaground            | Mobile                                                | 20 juin 2007                       |
| Grecque    | Deuxième (2007-2008)  | Chains of Olympus   | Ready at Dawn Studios | PlayStation Portable, PlayStation 3, PlayStation Vita | 4 mars 2008                        |
| Grecque    | Troisième (2010-2013) | God of War III      | Santa Monica Studio   | PlayStation 3 PlayStation 4                           | 16 mars 2010 14 juillet 2015       |
| Grecque    | Troisième (2010-2013) | Ghost of Sparta     | Ready at Dawn Studios | PlayStation Portable, PlayStation 3, PlayStation Vita | 2 novembre 2010                    |
| Grecque    | Troisième (2010-2013) | Ascension           | Santa Monica Studio   | PlayStation 3                                         | 12 mars 2013                       |
| Nordique   | Première (2018)       | God of War          | Santa Monica Studio   | PlayStation 4 Microsoft Windows                       | 20 avril 2018 14 janvier 2022      |
| Nordique   | Deuxième (2022)       | God of War Ragnarök | Santa Monica Studio   | PlayStation 4, PlayStation 5 Microsoft Windows        | 9 novembre 2022 19 septembre 2024  |

(*) : En bleu, les jeux ayant inauguré une nouvelle génération de console, et en jaune ceux étant de la même génération. Tous les jeux commencent par le même titre, God of War.

### Historique de la série
- God of War est développé en interne par Santa Monica Studio à la tête duquel se trouve David Jaffe.
Le jeu connait un développement très long, surtout pour l'époque et pour un jeu non HD : quatre ans. Le jeu paraît le 22 juin 2005 en Europe, en exclusivité sur PlayStation 2. Malgré la qualité du jeu, sa sortie ne se fait pas en grande pompe, le jeu initie seulement la franchise. Le titre se vend tout de même à plus de 3 millions d'unités dans le monde. Il est bien reçu par la presse avec notamment des notes de 9,8/10 de la part d'IGN[1], ou 9,3/10 par GameSpot[2], et cumule les récompenses, il s'impose lors de la 9e cérémonies des Interactive Achievement Awards, en février 2006, en remportant sept récompenses dont celle du jeu de l'année.

- God of War II est développé par SCE Santa Monica Studio mais cette fois avec Cory Barlog comme chef d'équipe.
Une démo nommée God of War II – The Colossus Battle voit le jour quelques semaines avant la sortie du jeu. Le jeu sort le 27 avril 2007, sur PlayStation 2. Lors de sa soirée de lancement en Grèce, une mise en scène macabre est mise en place, avec au centre du décor une chèvre décapitée : l'événement provoque une brève polémique. Les photos sont diffusées dans le PlayStation Magazine britannique, ce qui suscite l'indignation de plusieurs associations ainsi que du Daily Mail. La photo est retirée du magazine et une enquête interne a lieu[3]. À l'occasion de la sortie du jeu, un pack contenant le jeu et une PS2 est mis en vente. Le jeu reçoit des notes aussi bonnes que le premier, 9,7/10 par IGN et 9,2/10 par GameSpot. Au niveau des ventes, le jeu atteint près de 2 millions d'unités vendues dans le monde. En Europe, le jeu se classe à la première place des ventes dès la première semaine de commercialisation. Quelques innovations caractérisent ce deuxième opus : une amélioration générale du contenu du jeu (plus d'armes, d'objets, une durée de vie plus longue, etc.) et de nouveaux mouvements et actions possibles dans les phases de plate-forme (Kratos vole sur le dos d'un cheval ailé, se sert de ses chaînes comme grappin, grimpe au plafond…).

- God of War: Betrayal est développé par Javaground.
Il connait une sortie très discrète du fait qu'il n'a été publié que sur le territoire américain et uniquement sur téléphone mobile, le 20 juin 2007. La qualité du jeu est une nouvelle fois au rendez-vous malgré ses seuls 16 bits.

- God of War: Chains of Olympus est développé par Ready at Dawn Studios.
Le développement du jeu débute en mars 2006 après la sortie de Daxter, à la suite de la proposition par le studio Ready at Dawn de développer un jeu de la série sur PlayStation Portable au studio de Santa Monica. Ready at Dawn annonce le 11 février 2008 que le développement du jeu est terminé. Une démo du jeu sort le 27 septembre 2007 aux États-Unis. Cet épisode sort le 28 mars 2008 sur PlayStation Portable, est noté 9,4/10 par IGN et 8,5/10 par GameSpot[réf. nécessaire]. Les développeurs profitent du firmware 3.50 de la console : le processeur de la PSP passe ainsi de 266 MHz à 333 MHz.

- God of War III est développé en interne par Santa Monica Studio.
Il est développé pour la PlayStation 3 en haute définition avec une définition en 720p. Outre l'aspect graphique, le jeu tire parti des fonctionnalités de vibration du DualShock 3 mais pas des capacités du Sixaxis, les développeurs n'ayant pas trouvé comment l'intégrer de manière utile dans le jeu. Le jeu sort le 16 mars 2010 aux États-Unis et le lendemain en France. En 2015, le jeu est porté sur PlayStation 4.

- God of War: Ghost of Sparta est développé par Ready at Dawn Studios.
Il sort sur PlayStation Portable en novembre 2010.
- God of War: Ascension est développé par Santa Monica Studio.
Le jeu sort en mars 2013 sur PlayStation 3, le titre propose pour la première fois dans la série un mode multijoueur.

- God of War est développé par SIE Santa Monica Studio.
Il est dévoilé à l'E3 2016 lors de la conférence Sony. Bien que le personnage principal soit toujours Kratos, la séquence de gameplay présentée lors du salon présente un univers se rapprochant de la mythologie nordique[4]. Le système de jeu a été repensé et présente quelques éléments de jeux de rôle, ainsi qu'une gestion libre de la caméra. Le jeu sort le 20 avril 2018 sur PlayStation 4. Le jeu reçoit des éloges de la presse spécialisée en recevant la note maximale par plusieurs médias, dont Jeuxvidéo.com, IGN, Destructoid et Polygon.

- God of War Ragnarök est développé par SIE Santa Monica Studio.
Le jeu sort le 9 novembre 2022 sur PlayStation 4 et PlayStation 5[5].

## Résumé
L'histoire de God of War se déroule au départ dans l'univers de la mythologie grecque et raconte l'histoire d'un simple mortel élevé au rang de dieu.
Né à Sparte, Kratos est un chef guerrier, aussi bien respecté que redouté, possédant une force étrangement inhumaine. Un jour, acculé devant l’invasion d'une armée barbare lors d'une bataille sanglante, il pactise par désespoir avec Arès, Dieu de la guerre, en échange de sa totale allégeance à celui-ci. Il obtient ainsi une grande puissance, ce qui lui permet de vaincre facilement son ennemi et de devenir invincible, enchainant les victoires lors de toutes les guerres qu'il entame par la suite, sous les ordres de son bienfaiteur. Malheureusement, ayant perdu son âme, il saccage une ville tombée sous son armée et massacre tous les habitants dont sa femme et sa fille, qu'il tue de ses mains sans en avoir conscience. En échange du pardon pour ses crimes, et espérant qu'on lui efface ses souvenirs qui le hantent, il offre sa puissance et ses armes aux dieux, résolvant les conflits dans lesquels le Panthéon ne peut pas intervenir directement, devenant le fantôme de Sparte. C'est ainsi que les dieux l'aident à éliminer Arès devenu tyrannique.
En récompense de ses exploits, Kratos devient le nouveau Dieu de la guerre mais n'obtient aucunement l'effacement de ses crimes et de ses souvenirs douloureux, à son grand désarroi. À la suite de cet échec, qu'il prend pour une nouvelle trahison, Kratos se déchaine au point de devenir incontrôlable, ce qui déplait aux dieux qui le bannissent de l'Olympe. Kratos entame alors une nouvelle croisade mais cette fois-ci contre Zeus en personne. Il s'allie pour cela avec les titans, précédentes divinités déchues par Zeus, et provoque une grande guerre qui causera la chute des dieux de l'Olympe mais également des titans eux-mêmes qui l'ont aussi abandonné lors de la bataille finale.
Devenu persona non grata sur ses terres ravagées par sa quête vengeresse, Kratos s'exile dans le Nord espérant y refaire sa vie à l’abri des regards. Son périple se poursuit donc par la suite dans l'univers de la mythologie nordique.
C'est un Kratos fatigué mais apaisé que l'on retrouve et qui élève désormais seul son fils, sa nouvelle femme étant décédée. Kratos essaye, à travers son expérience, d'inculquer à sa progéniture les valeurs qui lui permettront de vivre dans ce monde hostile, tout en tentant de lui transmettre tout son savoir faire. Le fantôme de Sparte espère ainsi que son fils ne reproduise pas les mêmes erreurs que lui, à savoir des actions insensées et irréfléchies menées par la haine et la naïveté. Malheureusement son passé le rattrape une nouvelle fois par l'arrivée d'un étranger aux pouvoirs extraordinaires...